# Holzmühle (Remlingen)
Holzmühle ist ein Gemeindeteil des Marktes Remlingen im unterfränkischen Landkreis Würzburg in Bayern.

## Geografische Lage
Die Einöde Holzmühle liegt im Süden des Gemeindegebietes von Remlingen. Nördlich befindet sich das sogenannte Mühlholz, ein Wald, weiter im Norden liegt Remlingen. Der Nordosten wird von Uettingen eingenommen. Die Mühle ist mit dem Ort über die Staatsstraße 2310 verbunden, die dort ein Teil der Romantischen Straße ist. Im Süden verläuft in einiger Entfernung die Bundesautobahn 3. Westlich, ebenfalls durch die Staatsstraße mit der Mühle verbunden, liegt Holzkirchen.

## Geschichte
Die Geschichte der Mühle ist eng mit der des nahegelegenen Klosters Holzkirchen verbunden. Früh richteten die Benediktinermönche, die im Mittelalter auch die Herrschaft über Remlingen innehatten, dort eine Mühlenanlage am Aalbach ein. Nach der Auflösung des Klosters kam die Mühle wohl in private Hände. Im Jahr 1953 gab es auf dem Gebiet bereits zwei Mühlen, die den Familien Väth und Förster gehörten.

## Baudenkmäler
Die alten Mühlengebäude haben sich weitgehend erhalten und werden vom Bayerischen Landesamt für Denkmalpflege als Baudenkmale geführt. Den Mittelpunkt bildet die 1832 errichtete Mühle. Sie ist ein zweigeschossiger Satteldachbau auf Hakengrundriss und ist von einigen Nebengebäuden und Ställen umgeben. In einem der Nebengebäude ist noch die alte Mühlenausstattung vorhanden. Ein Keller ist mit der Jahreszahl „1737“ bezeichnet.